# گریفایس
گریفایس (به لاتین: Gryfice) یک شهر در لهستان است که در گمینا گرفیتسه واقع شده‌است. گریفایس ۱۲٫۴ کیلومتر مربع مساحت و ۱۶٬۶۳۲ نفر جمعیت دارد.

## خواهرخوانده
شهرهای گوتزرو، Gryfów Śląski و ملدورف خواهرخوانده‌های گریفایس هستند.